# Симоновское кладбище
Симоновское кладбище — старейшее и крупнейшее кладбище города Старая Русса. Расположено в южной части города, в конце улицы Миронова.
Площадь кладбища около 134 тыс. м², захоронений: общее — 118000, в год — 300

## История
Основано по правительственному указу в 1771 году в ряду мер, предпринятых после эпидемии чумы и запретивших хоронить умерших при церквях в городской черте. Под кладбище была отведена окраинная территория города, где уже совершались эпизодические захоронения нищих и невостребованных тел.
О происхождении названия кладбища существуют различные версии — по солеварнице Симоновского монастыря, по фамилии богатого солепромышленника Симонова.
В 1773 году на средства старорусских купцов Панфила Сушецкого и Абрама Махаева был возведён первый кладбищенский — деревянный храм Иоанна Богослова. В 1820 году храм был перестроен в камне, через 78 лет купцом Ложкиным была построена колокольня.
В 1838 году был отведён участок кладбища для захоронения католиков и протестантов (Немецкое кладбище). Имелись мусульманский и с 1860 — еврейский участки (Шибанов Крест). Ряд надгробий на кладбище выполнен Иваном Андреевичем Виттенбергом.
В братской могиле на кладбище похоронены борцы за установление Советской власти в Старорусском уезде, погибшие в 1919 году в борьбе с контрреволюцией комсомольцы Андронов Г. М., Белов, Гринев И. Г., погибший в бою с кулацко-эсеровскими мятежниками член Старорусского уездного исполкома Пётр Андреевич Миронов (1893—1918, его именем названа ведущая к кладбищу улица), организатор первой советской типографии в Старой Руссе Пётр Кириллович Кириллов (1892—1920, его именем названа улица в центральной части города).
Храм и колокольня были разрушены в годы Великой Отечественной войны, в начале 1950-х годов руины были разобраны.
В 1950-е годы на кладбище были перезахоронены останки советских военнослужащих из захоронений в окрестных деревнях, в 1966 году — останки 30 советских военнослужащих, зверски замученных немецко-фашистскими оккупантами в Старой Руссе в январе-феврале 1942 года
Среди похороненных на кладбище герой войны 1812 года генерал-майор Николай фон Мевес (1778—1831), почётный гражданин Старой Руссы Александр Иванович Сомров, блаженная Мария Старорусская (†1982), трагически погибший артист Юрий Каморный (1944—1981).

## Галерея

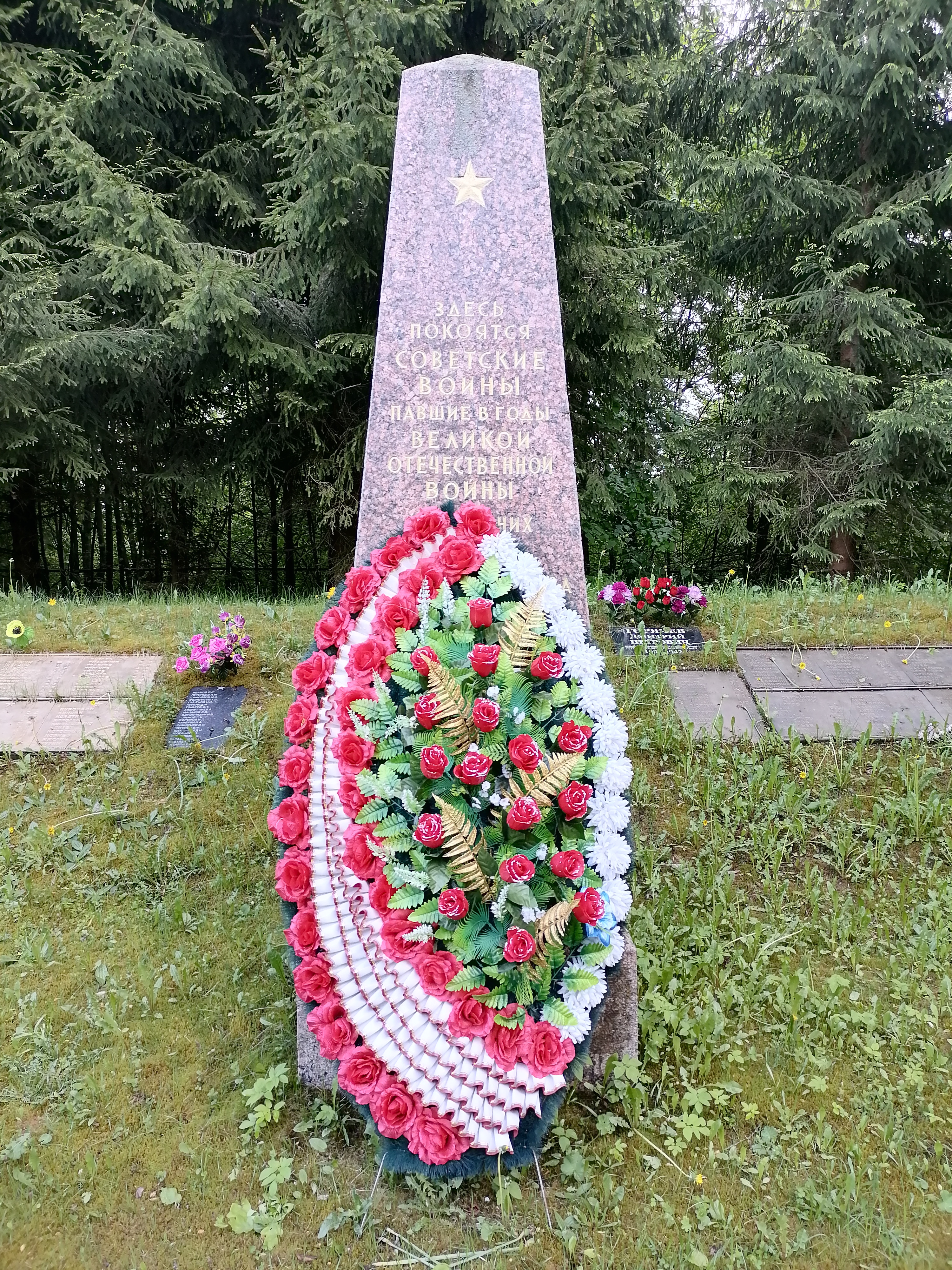
Могила Героя Советского Союза Я. М. Устюжанина
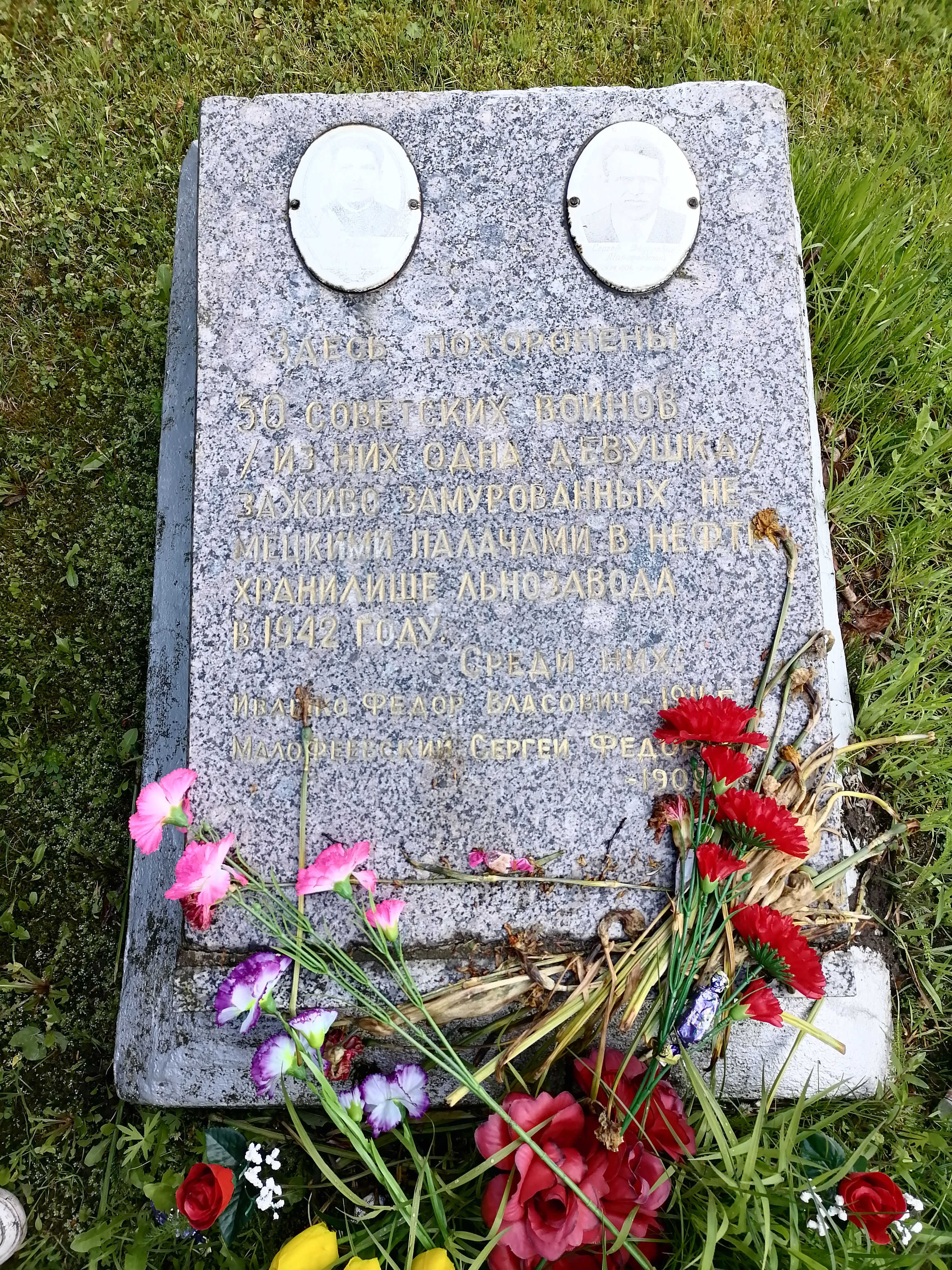
Захоронение жертв немецко-фашистских оккупантов
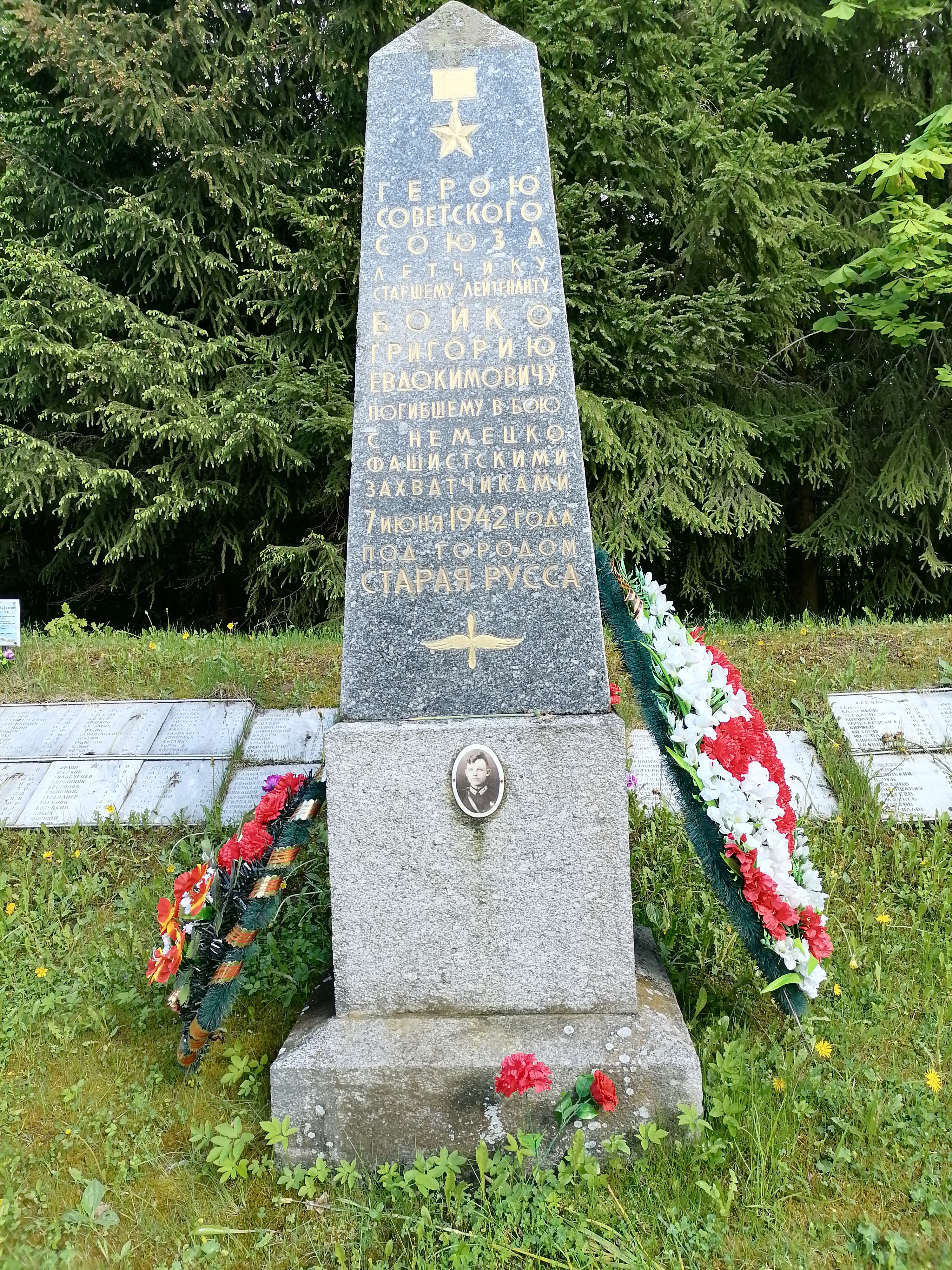
Могила Героя Советского Союза Г. Е. Бойко
Могила артиста Юрия Каморного